# Coco-de-quaresma
Syagrus picrophylla, conhecido popularmente como coco-da-quaresma, catulé, coco-babão, coco-catulé e pati, é uma palmeira dotada de flores densas com pétalas lanceoladas, e fruto drupáceo, verde, oblongo e com albume comestível.

## Etimologia
"Catulé" é oriundo do termo tupi katu'lé. "Pati" é oriundo do termo tupi pa ti.